# August Ziegler
August Ziegler (cca 1838 – 5. března 1908 Dolejší Těšov) byl rakouský politik německé národnosti z Čech, poslanec Českého zemského sněmu.

## Biografie
Byl statkářem v obcích Dolejší Těšov a Hořejší Těšov. Od roku 1885 působil jako okresní starosta v Hartmanicích. Publikace Slovník představitelů zemské samosprávy v Čechách 1861-1913 uvádí, že roku 1890 se stal okresním starostou v Písku. Dobové zdroje ale uvádějí, že v říjnu 1890 byl potvrzen za okresního starostu v Hartmanicích. V dubnu 1890 byl jmenován jako jeden ze dvou důvěrníků ke krajskému soudu v Písku pro otázky budoucího rozhraničení obvodů soudních okresů v Čechách (tím se zabývaly tehdy probíhající tzv. punktace). Zastával funkci viceprezidenta společnosti Blattnitzer Steinkohlengewerkschaft. Prezidentem společnosti byl jeho bratr Paul Ziegler.
V 70. letech se zapojil i do vysoké politiky. V doplňovacích volbách v roce 1874 byl zvolen na Český zemský sněm, kde zastupoval kurii venkovských obcí, obvod Kašperské Hory, Nýrsko, Hartmanice, Vimperk. Mandát zde obhájil ve volbách v roce 1878, volbách v roce 1883 a volbách v roce 1889. Uvádí se jako kandidát německých liberálů (tzv. Ústavní strana, liberálně a centralisticky orientovaná, odmítající federalistické aspirace neněmeckých etnik.
Zemřel v březnu 1908 po dlouhé nemoci ve věku 70 let. Pohřeb se měl konat v Hartmanicích.
Jeho švagrem byl politik Gustav Schreiner. Měl syna, který pracoval jako úředník u vídeňské obchodní komory.